# Ricardo Wolf
Dr. Ricardo Wolf (1887-1981) là một nhà phát minh, nhà ngoại giao, nhà bác ái, người Do Thái có quốc tịch Đức và Cuba. Ông từng làm cựu đại sứ của Cuba tại Israel và là người sáng lập Quỹ Wolf.

## Thời niên thiếu
Ricardo Wolf sinh tại Hanover, Đức năm 1887, là một trong số 14 người con của Moritz Wolf, một trụ cột của Cộng đồng Do Thái ở thành phố này.
Trước Thế chiến thứ nhất, Dr. Wolf di cư từ Đức sang Cuba, nơi trở thành quê hương thứ hai của ông. Năm 1924, ông kết hôn với Francisca Subirana, một nhà vô địch quần vợt của thập niên 1920.

## Các năm sau này
Trong nhiều năm, Ricardo Wolf đã làm việc để triển khai một phương pháp thu hồi sắt từ cặn của quặng được nấu chảy. Phương pháp này thành công và phát minh của ông được các nhà máy thép trên khắp thế giới sử dụng, đem lại cho ông nhiều lợi nhuận.
Dr. Wolf vừa trợ giúp tài chính lẫn ủng hộ tinh thần cho Fidel Castro ngay từ đầu của cuộc cách mạng Cuba. Chịu ơn Ricardo Wolf về sự ủng hộ kiên định, và biết rõ nhân cách cùng tài năng thiên phú về ngoại giao của ông, nhà lãnh đạo Cuba đã đáp ứng yêu cầu của Dr. Wolf và bổ nhiệm ông làm đại sứ của Cuba ở Israel năm 1961.
Dr. Wolf giữ chức này tới năm 1973, năm mà Cuba cắt đứt quan hệ ngoại giao với Israel. Vào lúc từ bỏ chức vụ ngoại giao, Dr. Wolf quyết định ở lại Israel, nơi ông sống tới cuối đời.

## Việc thành lập Quỹ Wolf
Năm 1975, Ricardo Wolf lập ra Quỹ Wolf. Các giải Wolf được Quỹ này trao từ năm 1978, trong các lãnh vực: Nông nghiệp, Hóa học, Toán học, Y học, Vật lý, và Nghệ thuật (luân phiên hàng năm giữa kiến trúc, âm nhạc, hội họa và điêu khắc).
Mỗi giải gồm có một bằng ghi công trạng và số tiền 100.000 dollar Mỹ.
Tháng 2 năm 1981, Dr. Ricardo Wolf qua đời tại nhà ở Herzlia, Israel.